# Варварівка (станція)
Варва́рівка — проміжна залізнична станція Дніпровської дирекції Придніпровської залізниці на двоколійній електрифікованій постійним струмом лінії Лозова — Павлоград I між станціями Самійлівка (17 км) та Ароматна (11 км). Розташована в однойменному селі Павлоградського району Дніпропетровської області. Поруч зі станцією пролягає автошлях регіонального значення Р51.

## Пасажирське сполучення
На станції Варварівка зупиняються приміські електропоїзди у Лозівському та Синельниківському напрямках.